# Jajoi Jošioka
Jajoi Jošioka (japonsky 吉岡 彌生, Jošioka Jajoi; 29. dubna 1871 Kakegawa – 22. března 1959 Tokio) byla japonská lékařka, učitelka a aktivistka za ženská práva. V roce 1900 založila Ženskou lékařskou univerzitu v Tokiu, první lékařskou školu pro ženy v Japonsku. Byla také známá pod jménem Jajoi Wašijama (鷲山 彌生, Wašijama Jajoi).

## Životopis
Narodila se jako Jajoi Wašijama ve vesnici, která je nyní součástí města Kakegawa v prefektuře Šizuoka. Měla dva starší bratry. Její otec Josai Wašijama byl lékař, který usiloval o základní vzdělávání dětí z vesnice. Jajoi vyrůstala v 19. století, kdy se na vzdělání žen nehledělo. Vystudovala školu medicíny Saisei Gakuša a získala 27. lékařskou licenci, která byla v Japonsku udělena ženě. V roce 1898 se provdala za Arata Jamadu, učitele němčiny, s nímž měla syna. V ulici naproti jazykové škole svého manžela si založila lékařskou kliniku pro ženy a byla tak jednou z mála Japonek, které se tehdy podařilo úspěšně skloubit kariéru a manželství. Když v roce 1900 začaly lékařské školy, které dosud přijímaly ženy, přijímat pouze muže, reagovala založením vlastní lékařské školy pro ženy – Ženské lékařské školy v Tokiu (Tókjó džoši gakkó, v roce 1998 přejmenované na Ženskou lékařskou univerzitu v Tokiu), která byla první lékařskou školou pro ženy v Japonsku. Proti tomu se zvedla velká vlna kritiky, které se nelíbilo, že ženy praktikují pro ně nevhodné a „odporné” praktiky jako je pitvání mrtvol. Jajoi proti nim vystupovala ve školních novinách Joikai. Zatímco Jajoi byla plně zaměstnána hledáním pacientů a učením studentek, její manžel Arata vykonával administrativu školy. Zemřel v roce 1922 v důsledku cukrovkou zhoršeného zdraví, když mu bylo 55 let. V roce 1903 se škola přesunula do Kawadačo v Tokiu. Absolventky nesměly praktikovat medicínu až do roku 1912, kdy japonská vláda dovolila, aby ženy mohly skládat národní lékařské zkoušky. Za 53 let, kdy byla ve vedení školy, zde vystudovalo více než 7000 lékařek.
Jajoi byla během svého života politicky aktivní. Spolu s mnoha kolegy, se zasazovala o zavedení sexuální výchovy. Ve 30. letech se zapojila do japonského hnutí sufražetek a do hnutí za „Čisté volby” v Japonsku. V roce 1938 jmenovala japonská vláda Jajoi a dalších deset ženských vůdkyň, do „Mimořádné rady pro zlepšení způsobu života národa”, a předválečného mobilizačního úsilí. Za války byla vedoucí osobností i v různých vlasteneckých ženských skupinách a spolcích pro mladé. Po skončení války svou pozornost opět obrátila k propagaci vzdělání pro ženy.
V roce 1955 byla oceněna Řádem drahocenné koruny a v roce 1959 jí byl posmrtně udělen Řád posvátného pokladu.
Zemřela 22. března 1959 v tokijském obvodu Setagaja ve věku 88 let.

## Pocta
Na počest jejích nástupců byla založena cena nesoucí její jméno. Japonská lékařská ženská společnost po Jajoi pojmenovala dvě ceny a jednu po Ginko Ogino, první ženě s lékařskou licencí v Japonsku.
Jajoj byla 20. září 2000 uvedena na 80jenové pamětní poštovní známce, spolu s Naruse Džinzóem a Umeko Cudou. V roce 1998 bylo v Kakegawě otevřeno muzeum Kakegawa-ši Jošioka Jajoi kinenkan wa (掛川市吉岡彌生記念館) věnované Jajoi a jejímu dílu.

## Dílo
- Wabun dokujaku doitsu sakubun dokušú (和文独訳 独逸作文独修, 1900)
- Fudžin no eisei (婦人の衛生, v překladu: Hygiena pro ženy, 1912)
- Katei no eisei (家庭の衛生, v překladu: Hygiena domácnosti, 1915)
- Kateikango no šiori (家庭看護の栞, v překladu: Průvodce domácí péčí, 1916)
- Ničijó eisei wakaki fudžin no kokoroe (日常衛生 若き婦人の心得, v překladu: Denní hygienická příručka pro mladé ženy, 1917)
- Kekkon jori ikudži made (結婚より育児まで, v překladu: Od svatby až po péči o děti, 1919)
- Katei eisei fudžin iššó no kokoroe (家庭衛生 婦人一生の心得, v překladu: Průvodce životem žen o domácí péči, 1919)
- Wataši no jikkenšitaru anzan to ikudži (私の実験したる安産と育児, 1921)
- Katei ni okeru kango no čišiki (家庭に於ける看護の知識, v překladu: Pečovatelské dovednosti pro domácnost, 1925)
- Joi no šórai to šišimei (女医の将来と其使命, v překladu: Budoucnost a úkoly lékařů, 1936)
- Kuru mono no tame ni (来るものゝ為に, 1937)
- Haha no kjóiku ninšin jori ikudži made (母の教育 姙娠より育児まで, v překladu: Mateřská výchova – od těhotenství po péči o dítě, 1938)
- Ninšin to anzan no kokoroe (姙娠と安産の心得, v překladu: Rady pro těhotenství a snadný porod, 1939)
- Džosei no šuppatsu (女性の出発, v překladu: Odchod žen, 1941)
- Kono džúnenkan Jajoi Jošioka šóden (この十年間 続吉岡弥生伝, v překladu: Posledních deset let života Jajoi Jošioky, 1952)